# آندرئاس کویزر
آندرئاس کویزر (انگلیسی: Andreas Keuser؛ زادهٔ ۱۴ آوریل ۱۹۷۴ ‏(۵۰ سال)) دوچرخه‌سوار اهل آلمان است.